# Oleria perspicua
Oleria perspicua är en fjärilsart som beskrevs av Butler 1877. Oleria perspicua ingår i släktet Oleria och familjen praktfjärilar. Inga underarter finns listade i Catalogue of Life.